# Charlotte Le Bon
Tiffany Charlotte Le Bon (Montreal, 4 de setembro de 1986) é uma atriz canadense.

## Biografia
Filha de Richard Le Bon com a atriz Brigitte Paquette, Charlotte Le Bon nasceu em 1986, iniciando sua carreira de modelo ao 16 anos. Aos 19 anos deixou o Canadá e foi para o exterior, entre Tóquio e Nova York, em 2011 mudou-se para Paris. Apesar de ser modelo, Le Bon não se agradou da profissão.
Em 2010 passou a apresentar a previsão do tempo do Le Grand Journal, programa televisivo noturno de notícias e entrevistas do canal francês Canal +. Com a visibilidade de seu trabalho, passou a receber propostas para atuar em filmes.
Seu primeiro papel de destaque em filme ocorreu em 2012, na comédia francesa Astérix e Obélix: A Serviço de sua Majestade. Em 2014 atuou no filme Yves Saint Laurent, interpretando Victoire Doutreleau, modelo predileta do estilista Yves Saint Laurent.
Em 2015, ela dublou a voz de Alegria (Joy), um personagem do filme Divertida Mente, na versão francesa.

## Filmografia

### Filme
| Ano  | Título                                       | Papel               | Notas |
| ---- | -------------------------------------------- | ------------------- | ----- |
| 2012 | Astérix e Obélix: A Serviço de sua Majestade | Ophélia             |       |
| 2012 | Papai por Acaso                              | Marie Deville       |       |
| 2013 | A Espuma dos Dias                            | Isis                |       |
| 2013 | A Marcha                                     | Claire              |       |
| 2014 | Yves Saint Laurent                           | Victoire Doutreleau |       |
| 2014 | A 100 Passos de um Sonho                     | Marguerite          |       |
| 2015 | Le Secret des banquises                      | Christophine        |       |
| 2016 | Atentado em Paris                            | Zoe Naville         |       |
| 2016 | Anthropoid                                   | Marie Kovárníková   |       |
| 2017 | A promessa                                   | Ana                 |       |
| 2018 | Berlim, Eu Te Amo                            |                     |       |